# Jaskinia pod Zamkiem
Jaskinia pod Zamkiem (Niżnia pod Zamkiem, Groby, Ziobrowa, Zbiorowa, Koliba Niższa) – jaskinia w zboczach Gubalca w Dolinie Kościeliskiej w Tatrach Zachodnich. Jaskinia ma dwa otwory wejściowe, z których główny, na wysokości 1186 metrów n.p.m., znajduje się pod ścianką o wysokości około 20 metrów położoną poniżej Zbójnickiej Igły, w pobliżu Jaskini Małej pod Zamkiem, w zalesionym stoku opadającym do Wąwozu Kraków. Długość jaskini wynosi 123 metry, a jej deniwelacja 11 metrów.

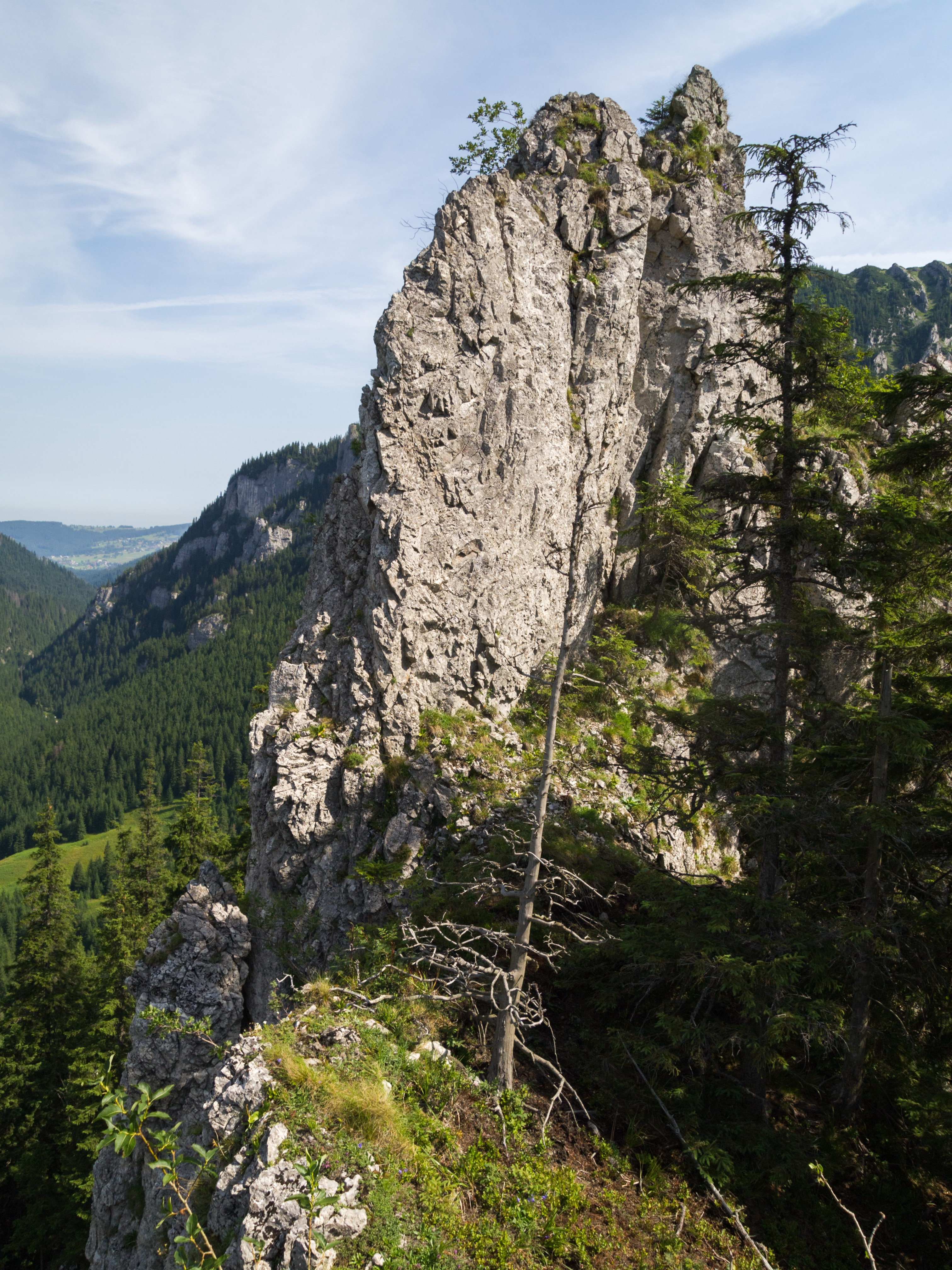
Zbójnicka Igła

## Opis jaskini
Jaskinię stanowi długi, prosty korytarz idący od otworu głównego, a kończący się namuliskiem. W namulisku znajduje się drugi otwór jaskini, który najpierw odkopano, a potem ponownie zasypano. W bok od korytarza odchodzi parę ciągów. Otwór główny jest bardzo duży, ma około 10 metrów szerokości i ponad 6 metrów wysokości. Boczne odnogi to:
- po 20 metrach od otworu w korytarzu znajduje się 1,5-metrowy próg a przed nim odchodzi ciąg, który zakręca i łączy się dalej z głównym korytarzem.
- nieco dalej znajdują się dwa ciasne kominy. Jednym z nich po przejściu 7 metrów dochodzi się do salki z kilkoma ślepymi, ale długimi odgałęzieniami.
- dalej odgałęzia się korytarzyk w kształcie rury, który po paru metrach kończy się oknem w ścianie głównego korytarza.
- 12 metrów przed końcem korytarza jest wejście do 1,5-metrowej ślepej studzienki[4][3].

## Przyroda
W jaskini można spotkać nacieki grzybkowe, mleko wapienne i polewy. Największe ich nagromadzenie znajduje się w bocznym ciągu nad dwoma ciasnymi kominami.
Do 20 metrów w głąb korytarza rosną rośliny kwiatowe oraz mchy, wątrobowce, paprocie i porosty.
W jaskini zimują nietoperze.

## Historia odkryć
Jaskinia znana była od dawna. Przy wejściu do niej są wyryte na ścianach nieczytelne rysunki, strzałki oraz podpis z datą: Hieronim Siera 1869.
W 1882 roku zbadał jaskinię Gotfryd Ossowski. Nazwał ją Koliba Niższa. Trzy lata później powtórne odkrył ją Jan Gwalbert Pawlikowski i nazwał Niżnia pod Zamkiem.
J. Szokalski w 1934 roku opisując jaskinię nazwał ją Ziobrowa. I pod tą nazwą występuje w przewodnikach Tadeusza Zwolińskiego i Stefana Zwolińskiego. Na mapie WIG z 1938 roku przekręcono jej nazwę na Zbiorowa. 
Plan jaskini sporządził Stefan Zwoliński pod nazwą Jaskinia Wyżnia pod Zamkiem. Plan znajduje się w Muzeum Tatrzańskim. 
Dariusz Fuja ze Speleoklubu Tatrzańskiego w grudniu 2002 roku odkrył na końcu głównego korytarza drugi otwór.
W styczniu 2009 roku J. Nowak wspiął się 7-metrowym kominem. Znalazł tam dwie monety z lat sześćdziesiątych. W maju 2009 roku wraz z M. Romańskim dotarli do końca partii nad kominem, sporządzili też ich dokumentację.